# Rue de la Côte-d'Or
La rue de la Côte-d'Or est une voie de Toulouse, chef-lieu de la région Occitanie, dans le Midi de la France.

## Situation et accès

### Description
La rue de la Côte-d'Or est une voie publique. Elle se trouve au nord du quartier de la Roseraie dans le secteur 4 - Est. 
La chaussée compte une seule voie de circulation automobile, à sens unique de la route d'Agde vers l'avenue Joseph-Le Brix. Il n'existe ni bande, ni piste cyclable, quoiqu'elle soit à double-sens cyclable.

### Voies rencontrées
La rue de la Côte-d'Or rencontre les voies suivantes, dans l'ordre des numéros croissants (« g » indique que la rue se situe à gauche, « d » à droite) :
1. Route d'Agde (g)
2. Avenue du Président-Gaston-Doumergue (d)
3. Rue des Myosotis
4. Avenue Joseph-Le Brix

## Odonymie
La rue a été nommée en 1932. Ce serait, selon le géographe toulousain Jean Coppolani, une dénomination publicitaire, évoquant la côte de la colline du Calvinet, le long de laquelle elle tracée, plutôt qu'un hommage au département ou au massif collinaire de ce nom.

## Patrimoine et lieux d'intérêt

### Lotissement de la S.I.T.E.E.V.
Le lotissement est créé le 1er décembre 1930 par la Société immobilière toulousaine pour l'extension et l'embellissement de la ville (S.I.T.E.E.V.), constituée pour l'aménagement des nouveaux quartiers de la Roseraie et de Jolimont. Il est aménagé entre la rue de Caumont et le chemin des Argoulets à l'est, l'avenue de Lavaur au sud, l'avenue Joseph-Le Brix et le chemin Michoun à l'ouest, l'avenue de la Roseraie, la rue Théodore-Lenotre et la route d'Agde au nord.
- no  9 : maison (1939, Marcel Sembeille)[3].
- no  10 : maison (1937)[4].
- no  11 : maison (1933)[5].
- no  13 : maison (vers 1932)[6].
- no  14 : maison (1934, G. Lacoste)[7].
- no  15 : maison (vers 1932)[8].
- no  19 : maison (vers 1932)[9].
- no  24 : maison Bouhe Ben (1936)[10].